# Margarete von Minden
Margarete von Minden (Schreibung auch Margarethe, Margaretha), kurz Grete Minde, (* um 1593; † 22. März 1619 in Tangermünde) war eine verarmte Tangermünder Patriziertochter, die wegen Brandstiftung hingerichtet wurde. Ihr Leben wurde Gegenstand mehrerer künstlerischer Werke. Das bekannteste ist Fontanes Grete Minde.

## Leben

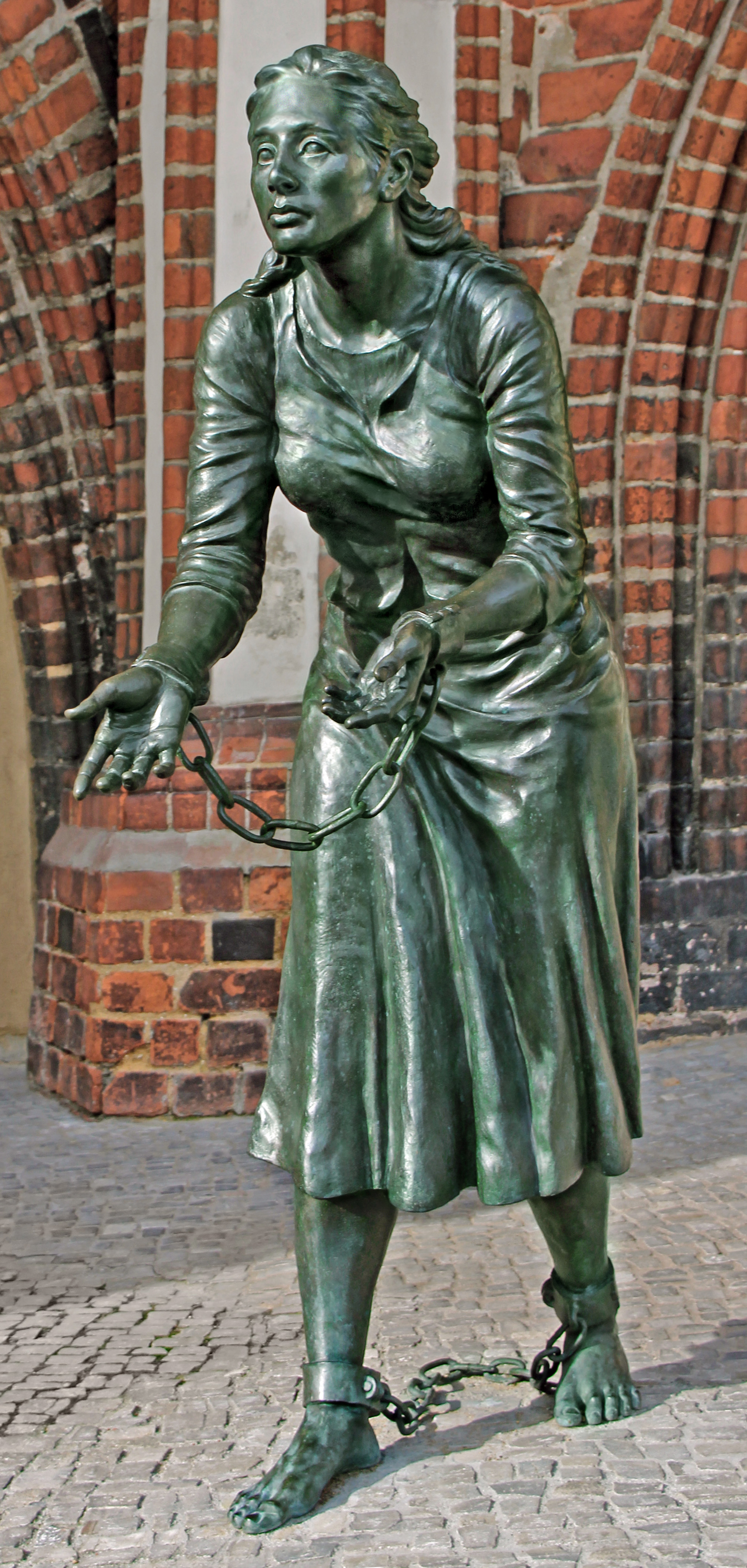
Grete-Minde-Denkmal in Tangermünde

Margarete von Minden entstammt einer Tangermünder Patrizierfamilie. Ihr Vater ist Peter von Minden, der wegen Totschlags der Stadt verwiesen war, über ihre Mutter ist nichts bekannt (nach anderer Quelle eine katholische Spanierin), weswegen sie später als uneheliches Kind galt. Nach dem Tod ihres Vaters konnte sie ihre Familienzugehörigkeit nicht beweisen und empfand sich um ihren Erbteil betrogen. Ihre Versuche, ihr Erbteil einzuklagen, scheiterten. 1616 heiratete sie in Stendal Antonius „Tönnies“ Meilahn, einen Landstreicher ohne Einkommen, der wiederholt wegen Diebstahls verurteilt wurde. Margarete von Minden verdiente sich ein kärgliches Einkommen als Kräuterfrau und Wahrsagerin.
Nach dem verheerenden Stadtbrand in Tangermünde am 13. September 1617 gehörte Margarete von Minden zu den der Brandstiftung Verdächtigten, ihr Motiv soll Rachsucht wegen des ihr vorenthaltenen Erbes gewesen sein. Sie wurde am 13. März 1619 zum Tod auf dem Scheiterhaufen verurteilt und am 22. März hingerichtet. Ihre Schuld wird jedoch von Historikern angezweifelt.

## Künstlerische Verarbeitung
Theodor Fontane verarbeitete das Schicksal der Margarete von Minden in seiner 1879 erschienenen Novelle Grete Minde. 1939 schrieb Peter Huchel das Hörspiel Der Schicksalsweg der Grete Minde. 1977 entstand ein deutscher Spielfilm Grete Minde unter Regie von Heidi Genée, die auch das Drehbuch verfasst hat. 1994 erschien die Erzählung Flammen über Tangermünde von Hannelore Reimann. 2009 wurde in Tangermünde eine Bronzeskulptur des Bildhauers Lutz Gaede enthüllt, die Margarete von Minden gebeugt in Ketten zeigt. 2010 komponierte Siegfried Matthus ein „Musikalisch-Szenisches Spektakel“ Grete Minde nach dem Roman von Theodor Fontane. 1933 komponierte Eugen Engel die Oper Grete Minde. Sie wurde erst 2022 in Magdeburg uraufgeführt. Eine andere gleichnamige Oper von Søren Nils Eichberg wurde bereits 2009 in Tangermünde gespielt.